# Radula (mossengeslacht)
Radula is een geslacht van bladmos uit de familie Radulaceae.

## Kenmerken
De vrij sterke, geelgroene planten zijn 1,5–2,5 mm breed en 1 cm lang. Ze groeien in platte dekens ter grootte van een handpalm die tegen het substraat worden gedrukt. De flankbladeren zijn tweelobbig, met afgeronde tot eivormige bovenlobben en veel kleinere, rechthoekige tot vierkante onderlobben. De bladstand is overschreden, dat wil zeggen dat de bovenrand van het ene blad de onderrand van het volgende blad bedekt. Broedlichamen worden vaak gevormd op de randen van de bladeren. De bladcellen in het midden van het blad zijn 24 tot 30 µm groot. Onderbladen ontbreken. De planten zijn eenhuizig. Mannelijke schutbladeren bevinden zich onder de vrouwelijke. De vrouwelijke schutbladen bevinden zich aan het uiteinde van de stengel en omvatten het bloemdek. Vaak worden de bladachtige afgeplatte perianthia gevormd waar de sporofyten uit groeien.

## Ouderdom
De oudste fossiele soort is Radula cretacea van de Cenomanian oude Birmese barnsteen uit Myanmar, behorend tot het ondergeslacht Odontoradula. Moleculair bewijs suggereert dat het geslacht ontstond tijdens het Trias, rond 227,8 Ma, en dat de kroongroep zich begon te diversifiëren tijdens het Vroeg-Jura, rond 176,3 Ma.

## Soorten
De ongeveer 200 soorten wereldwijd (150 tot 245 worden gegeven afhankelijk van de bron) zijn voornamelijk vertegenwoordigd in tropische en subtropische gebieden. Er zijn er negen in Europa; drie soorten komen voor in Duitsland, Oostenrijk en Zwitserland:
- Radula complanata (Gewoon schijfjesmos)
- Radula lindenbergiana
- Radula visianica